# القيادة العسكرية الأمريكية في أوروبا

منطقة مسؤولية القيادة العسكرية الأمريكية في أوروبا باللون الأحمر.

القيادة العسكرية الأمريكية في أوروبا (بالإنجليزية: United States European Command (EUCOM))‏ هي واحدة من إحدى عشر قيادة مقاتلة موحدة للجيش الأمريكي ، ويقع مقرها الرئيسي في شتوتجارت بألمانيا. تغطي منطقة تركيزها 54,000,000 كيلومتر مربع (21,000,000 ميل2) تشمل 51 دولة ومنطقة، بما في ذلك أوروبا وروسيا وغرينلاند إسرائيل. يعمل قائد قيادة العسكرية الأمريكية في أوروبا في نفس الوقت بصفته القائد الأعلى للحلفاء في أوروبا داخل حلف شمال الأطلسي (الناتو). خلال حرب الخليج وعملية المراقبة الشمالية، سيطرت القيادة على القوات التي تحلق من قاعدة إنجرليك الجوية .

## وصلات خارجية
- الموقع الرسمي